# 이더패드
이더패드(Etherpad, 과거 명칭: EtherPad)는 저자들이 텍스트 문서를 동시에 편집하고 실시간으로 모든 참여자의 편집을 보며 각 저자의 텍스트를 자신들만의 색으로 표시할 수 있는 기능을 제공하는 오픈 소스 웹 기반 협업 실시간 편집기이다. 또, 사이드바에는 메타 소통을 가능하게 해주는 채팅 상자가 있다.
2008년 11월 처음 런칭된 이 소프트웨어는 2009년 12월 구글에 인수되었으며 그 달 후반에 오픈 소스로 출시되었다. 추가 개발은 이더패드 재단에 의해 조율되고 있다.

## 기능 및 구현
누구든지 패드(pad)라는 이름의 새로운 협업 문서를 만들 수 있다. 각 패드는 저만의 URL이 있으며 이 URL을 알고 있다면 누구든지 패드를 수정하고 관련 채팅에 참여할 수 있다. 패드를 비밀번호로 보호할 수도 있다. 각 참여자는 색과 이름으로 식별된다.
이 소프트웨어는 정기적이고 짧은 주기로 문서를 자동 저장하지만 참여자들은 언제든지 특정 판(체크포인트)를 영구적으로 저장할 수 있다. 변경사항을 병합하는 일은 운영 형식을 통해 관리된다. 타임 슬라이더(time slider) 기능을 통해 누구든지 패드의 역사를 둘러볼 수 있다. 문서는 플레인 텍스트, HTML, 오픈도큐먼트, 마이크로소프트 워드, PDF 포맷으로 다운로드가 가능하다.
자동화된 자바스크립트 코드 마크업은 런칭 직후 이용이 가능하게 되었다.
이더패드 자체는 앱젯 플랫폼 위에 자바스크립트로 구현되어 있으며 코멧 스트리밍을 통해 수행되는 실시간 기능이 포함된다.
런칭 당시 이더패드는 진정한 실시간 성능을 달성하는 유형의 첫 웹 애플리케이션이었으며, 당시 이 기능은 서브에사에딧 (맥용), Gobby, 문에디트(둘 다 크로스 플랫폼) 등 데스크톱 애플리케이션들만이 지원하였다. 당시의 기존의 협업 웹 편집기들은 실시간에 가까운 성능을 달성할 수 있었다.
이더패드와 이더패드 라이트 포크(fork)의 클라이언트 사이드의 문서 편집기는 자바스크립트로 작성된 앱젯의 인 브라우저 텍스트 편집기를 사용하여 구현되어 있다.

## 런칭
이더패드는 2008년 11월 19일 데이비드 그린스펀(David Greenspan), 아론 이바(Aaron Iba), J.D. Zamfirescu(후자 2명은 전 구글 직원이었음)에 의해 런칭되었다.
이들은 나중에 전 구글 직원 대니얼 클레멘스와 디자이너 데이비드 콜에 의해 합류되었다. 오리지널 웹사이트는 etherpad.com이었다.
이더패드는 2008년 11월 21일 슬래시닷에 커버되었으며, 서버 속도 저하 및 다운타임이 발생하였다. 이로 인해 개발자들은 일시적으로 이 도구를 클로즈드 베타로 되돌림으로써 서버 인프라가 개선되는 동안 새로운 패드들이 생성되지 못하게 하였다. (그러나 기존의 패드들에 대한 접근은 제한 없는 온전한 접근이 가능하였음)
소프트웨어의 재작성이 완료된 이후 새로운 버전이 2009년 1월 29일 활성화되었으며, 2월 3일 사이트는 모든 사람에게 다시 공개되었다.

## 인수
아파치 웨이브가 발표되었을 때 이더패드 팀은 팀 블로그에 두 플랫폼 간의 차이를 기술하였으며 미니멀리스트와 대상 이더패드 인터페이스가 일부 유스 케이스에서 장점이 된다고 언급하였다.
그러나 2009년 12월 4일 이더패드는 자체 블로그에서 구글 웨이브로 통합하기 위해 구글에 의해 인수되었음을 발표하였다. 기존의 이더패드 사용자들은 구글 웨이브의 초대를 받게 된다.
2010년 3월 31일, 이더패드는 새로운 패드의 생성이 4월 14일까지 가능하고(그러나 패드 생성은 4월 18일 기준으로도 계속 가능하였음) 기존의 패드들은 5월 14일까지 접근 및 사용이 가능할 것이라고 발표하였다. 다운로드/내보내기를 위한 옵션의 사용이 가능하였다. 이더패드 서비스는 5월 14일 종료되었다.

## 오픈 소스
구글은 2009년 12월 17일 아파치 라이선스 버전 2.0으로 이더패드의 소스 코드를 출시하였다.
구글은 라이선스 조항을 이유로 이더패드 코드 유지보수자들에게 코드 트리에서 JSMin을 제거할 것을 요청하였는데, 이는 구글 디벨로퍼스에서 허용되는 오픈 소스 라이선스와 호환되지 않기 때문이었으며 "소프트웨어는 악이 아닌 선을 위해 사용되는 것이 좋다"고 언급하였다.
소프트웨어를 오픈 소스로 출시한 이후 수많은 사람들은 이더패드 서버를 구축하였는데, 이는 오리지널 웹사이트의 클론이었다. 머지 않아 이더패드의 사용자들과 프로그래머들은 프리노드의 #etherpad 채널에서의 초기 회의 이후 추가 개발을 조율하기 위해 이더패드 재단을 설립하였다. 웹사이트는 이더패드 소프트웨어를 구동하는 수많은 사이트의 목록을 관리하고 있다.

## 이더패드 라이트
이더패드 라이트(Etherpad Lite)는 오리지널 이더패드 소프트웨어를 거의 완전히 다시 작성한 것으로, 다른 기술 재단들에 기반을 두면서 다른 개발자들이 작성한 것이다. 오리지널 이더패드가 자바와 스칼라로 작성되었고 상당한 시스템 요구사항을 요구하는 반면, 이더패드 라이트는 Node.js를 사용하는 서버사이드 자바스크립트로 작성되었다. 이지싱크(Easysync)라는 이름의 오리지널 실시간 동기화 라이브러리는 바뀌지 않은 채 그대로 유지되었다.